# Tiro ai Giochi della XI Olimpiade - Carabina 50 metri a terra
La competizione della carabina 50 metri a terra di tiro a segno ai Giochi della XI Olimpiade si è svolta il giorno 8 agosto 1936 al Poligono di tiro di Wannsee.

## Risultati
| Pos.    | Atleta                  | Nazione        | Totale |
| ------- | ----------------------- | -------------- | ------ |
| Oro     | Willy Røgeberg          | Norvegia       | 300    |
| Argento | Ralph Berzsenyi         | Ungheria       | 296    |
| Bronzo  | Władysław Karaś         | Polonia        | 296    |
| 4       | Martin Gison            | Filippine      | 296    |
| 5       | José Mello              | Brasile        | 296    |
| 6       | Jacques Mazoyer         | Francia        | 296    |
| 7       | Gustavo Huet            | Messico        | 296    |
| 8       | Bertil Rönnmark         | Svezia         | 295    |
| 8       | Mario Zorzi             | Italia         | 295    |
| 8       | Bruno Frietsch          | Finlandia      | 295    |
| 8       | Vilhelm Johansen        | Danimarca      | 295    |
| 8       | Zoltán Hradetzky        | Ungheria       | 295    |
| 13      | Alvaro García           | Messico        | 294    |
| 13      | Tibor Tartis            | Ungheria       | 294    |
| 15      | Erland Koch             | Svezia         | 293    |
| 15      | Raymond Durand          | Francia        | 293    |
| 15      | Olavi Elo               | Finlandia      | 293    |
| 15      | Eduardo Santos          | Portogallo     | 293    |
| 15      | Erik Sætter-Lassen      | Danimarca      | 293    |
| 15      | Mihai Ionescu-Călineşti | Romania        | 293    |
| 15      | Marcel Fitoussi         | Francia        | 293    |
| 15      | Viljo Leskinen          | Finlandia      | 293    |
| 23      | António Martins         | Brasile        | 292    |
| 23      | Carlos Queiroz          | Portogallo     | 292    |
| 23      | Mauritz Amundsen        | Norvegia       | 292    |
| 23      | Johann Schulz           | Germania       | 292    |
| 23      | Carlo Varetto           | Italia         | 292    |
| 23      | Haakon Aasnæs           | Norvegia       | 292    |
| 23      | Konstantinos Loudaros   | Grecia         | 292    |
| 23      | Erich Hotopf            | Germania       | 292    |
| 23      | Athanasios Aravositas   | Grecia         | 292    |
| 32      | Otoniel Gonzaga         | Filippine      | 291    |
| 32      | Karl August Larsson     | Svezia         | 291    |
| 32      | Rudolfs Baumanis        | Lettonia       | 291    |
| 32      | Theodor Janisch         | Austria        | 291    |
| 36      | Michel Ravarino         | Monaco         | 290    |
| 36      | František Čermák        | Cecoslovacchia | 290    |
| 36      | Lodovico Nulli          | Italia         | 290    |
| 36      | Julius Hansen           | Danimarca      | 290    |
| 40      | Gheorghe Mirea          | Romania        | 289    |
| 40      | Alois Navratil          | Austria        | 289    |
| 40      | Jan Wrzosek             | Polonia        | 289    |
| 40      | Jacques Lafortune       | Belgio         | 289    |
| 44      | Georgios Vikhos         | Grecia         | 288    |
| 44      | Augustin Hilti          | Liechtenstein  | 288    |
| 44      | Antonio García          | Messico        | 288    |
| 44      | Antoni Pachla           | Polonia        | 288    |
| 44      | Guillermo Canciani      | Argentina      | 288    |
| 44      | Arran Hoffmann          | Germania       | 288    |
| 44      | Jaroslav Mach           | Cecoslovacchia | 288    |
| 51      | Manoel Marques          | Brasile        | 287    |
| 51      | Jan Hendrik Brussaard   | Paesi Bassi    | 287    |
| 51      | Jorge Patiño            | Perù           | 287    |
| 51      | Christiaan Both         | Paesi Bassi    | 287    |
| 55      | Paul Van Asbroeck       | Belgio         | 285    |
| 55      | Marcel Lafortune        | Belgio         | 285    |
| 57      | Roger Abel              | Monaco         | 284    |
| 58      | Boris Khristov          | Bulgaria       | 283    |
| 58      | Francisco António Real  | Portogallo     | 283    |
| 60      | Tieleman Vuurman        | Paesi Bassi    | 282    |
| 61      | Alfred Hämmerle         | Austria        | 281    |
| 61      | Rudolf Senti            | Liechtenstein  | 281    |
| 63      | Rudolf Jehle            | Liechtenstein  | 280    |
| 64      | Eduard Grand            | Romania        | 279    |
| 65      | Pierre Marsan           | Monaco         | 275    |
| -       | František Pokorný       | Cecoslovacchia | DNF    |